# Iona Anderson
Iona Anderson, née le 3 octobre 2005, est une nageuse australienne, spécialiste du dos. 

## Biographie
Iona Anderson pratique d'abord la gymnastique puis se tourne vers la natation.
En 2022, elle remporte une médaille d'argent aux championnats pacifique junior sur 100m dos et une médaille de bronze pour le relais 4×100 m quatre nages féminin.
Elle remporte une première couronne mondiale lors des championnats du monde juniors en 2023 sur 50 mètres dos et une médaille d'argent individuel sur le 100m dos ; lors de ces mondiaux, elle participe aussi uniquement aux séries des relais 4×100 m 4 nages féminin et mixte en étant quand même médaillés avec respectivement l'or et l'argent.
À l'âge de 18 ans, elle est appelée en équipe australienne pour remplacer Kaylee McKeown aux Championnats du monde 2024, à Doha : elle gagne deux médailles d'argent sur les distances 50 m et 100 m ; elle participe aussi au relais 4 × 100 m quatre nages et remporte le titre avec l'équipe féminine composée de Abbey Harkin, Brianna Throssell et Shayna Jack.

## Palmarès

### Championnats du monde

#### Grand bassin
- Championnats du monde 2024 à Doha :
  -  Médaille d'or du relais 4 × 100 m quatre nages.